# Derecho de retención
El derecho de retención es aquel que asiste a un determinado sujeto para que pueda prorrogar la posesión sobre una cosa, con finalidad de garantía. En España el referente más claro y didáctico del derecho de retención se halla relacionado con la prenda y se reconoce en el art. 1866 del Código Civil.

## Derecho español
En su regulación se muestra el derecho de retención siempre limitado a aquellos casos en que existe un poseedor de buena fe necesitado de asegurar el reintegro de los gastos útiles y necesarios hechos en la cosa retenida (cfr. art. 453 del Código Civil español), así, podemos verlo también en manos del usufructuario para asegurarse el cobro de los desembolsos que deben serle reintegrados por el nudo propietario al extinguirse el usufructo (cfr. art. 522 Cód. Civil), el reconocido al mandatario, sobre las cosas objeto de mandato, para asegurar el pago de lo que se le adeude por el ejercicio de los encargos derivados del mismo (cfr. art. 1730 Cod. Civil), al que hizo una determinada obra en cosa mueble, sobre ella, hasta que se le pague (cfr. art. 1600 Cód. Civil), y al acreedor pignoraticio, sobre la cosa dada en prenda, si hay otro crédito pendiente a su favor, aunque éste no esté asegurado con la prenda (cfr. art. 1866 Cód. Civil) y al depositario, el que le asiste hasta el completo pago de lo que se le deba por razón del depósito (cfr. art. 1780 Cód. Civil).